# Lijst van rijksmonumenten in Nijland
De plaats Nijland (Nijlân) telt 11 inschrijvingen in het rijksmonumentenregister. Hieronder een overzicht.
| Object                                                                                        | Oorspronkelijke functie?  | Bouwjaar | Architect                   | Locatie                 | Coördinaten?                | Nr.?  | Afbeelding                                     |
| --------------------------------------------------------------------------------------------- | ------------------------- | --- | --------------------------- | ----------------------- | --------------------------- | ----- | ---------------------------------------------- |
| Voorm. schoolgebouw                                                                           | Onderwijs en wetenschap   | voor 1511 |                             | Eile Polle 16           | 53° 3' 6" NB, 5° 34' 35" OL | 39792 | School Voorm. schoolgebouw                     |
| Eenvoudig pand onder zadeldak tussen topgevels                                                | Woonhuis                  | |                             | Kerkplein 19            | 53° 3' 6" NB, 5° 34' 42" OL | 39794 | Eenvoudig pand onder zadeldak tussen topgevels |
| Hervormde kerk, pastorie                                                                      | Woonhuis                  | 1787 1883 (verb.) 1937 (verkleind) | A. Breunissen Troost (1883) | Tsjerkegrêft 1          | 53° 3' 5" NB, 5° 34' 35" OL | 39795 | Meer afbeeldingen                              |
| Nicolaaskerk (Hervormde kerk en toren)                                                        | Kerk en kerkonderdeel     | late 13e eeuw (toren) 1525-1550 (kerk) ca. 1600 (ingang zuidzijde) 1615 of 1685 (toren verhoogd) 1866 (toren rechtgezet) 1967 en 1981 (rest.) | S. Lautenbach (1967, 1981)  | Tsjerkegrêft 2          | 53° 3' 5" NB, 5° 34' 38" OL | 39796 | Meer afbeeldingen                              |
| Hervormde kerk, gracht rond kerkhof                                                           | Begraafplaats en -onderdl | |                             | bij Tsjerkegrêft 2      | 53° 3' 5" NB, 5° 34' 35" OL | 39797 | Upload foto                                    |
| Kop-hals-rompboerderij met onderkelderd voorhuis tussen topgevels met schoorstenen met borden | Boerderij                 | 1832 (voorhuis) 1868 (schuur) |                             | Tsjerkegrêft 17         | 53° 3' 3" NB, 5° 34' 40" OL | 39798 | Meer afbeeldingen                              |
| Eenvoudig pand onder zadeldak tussen topgevels                                                | Woonhuis                  | |                             | Hiddemawei 3            | 53° 3' 6" NB, 5° 34' 42" OL | 39799 | Eenvoudig pand onder zadeldak tussen topgevels |
| Eenvoudig pand onder zadeldak tussen topgevels                                                | Woonhuis                  | 1785 |                             | Hiddemawei 1            | 53° 3' 6" NB, 5° 34' 42" OL | 39800 | Eenvoudig pand onder zadeldak tussen topgevels |
| Eenvoudig pand onder zadeldak                                                                 | Woonhuis                  | |                             | Tsjerkegrêft 11         | 53° 3' 6" NB, 5° 34' 41" OL | 39801 | Eenvoudig pand onder zadeldak                  |
| Eenvoudig pand onder zadeldak tussen topgevels                                                | Woonhuis                  | |                             | Fedole Hokwerdastraat 1 | 53° 3' 6" NB, 5° 34' 41" OL | 39802 | Upload foto                                    |
| Hervormde kerk, orgelgalerij                                                                  | Vanwege onderdelen kerk   | 1840 |                             | Tsjerkegrêft 2          | 53° 3' 5" NB, 5° 34' 38" OL | 47041 | Hervormde kerk, orgelgalerij                   |